# 22/7 (phim truyền hình)
22/7 (Nhật: ナナブンノニジュウニ Hepburn: Nanabun no Nijūni, tiếng Việt: Hai mươi hai phần bảy) là một series anime Nhật Bản được sáng tác làm bộ phận của dự án đa phương tiện giữa Akimoto Yasushi, Aniplex, và Sony Music Records. Series có sự góp mặt của nhóm nhạc nữ thần tượng mang cùng tên.
Một series ngắn trên kênh YouTube chính thức của nhóm – có tựa đề あの日の彼女たち (Những bạn nữ của ngày ấy) – đã được CloverWorks làm hoạt họa và đã được đăng tải vào ngày 28 tháng 3 năm 2018. Một TV series được A-1 Pictures làm hoạt họa và được công chiếu vào ngày 11 tháng 1 năm 2020. Một 'bản xem trước' cho các tập 1 và 2 đã được lên kế hoạch cho một buổi chiếu ảnh đặc biệt vào ngày 4 tháng 1 năm 2020, cũng có sự góp mặt của dàn diễn viên.

## Cốt truyện
Câu chuyện tập trung vào 8 thiếu nữ mỗi người đều nhận được một lời mời bí ẩn từ một cơ quan môi giới tài năng tự xưng là G.I.Project. Vào lúc tập hợp cùng nhau, các thiếu nữ liền được bảo thành lập một nhóm idol gọi là 22/7, và phải làm theo mệnh lệnh được in ra bởi một thực thể bí ẩn chỉ được biết là "Bức tường".

## Nhân vật
| Nhân vật        | Diễn viên lồng tiếng |
| --------------- | -------------------- |
| Kōno Miyako     | Kuraoka Mizuha       |
| Saitou Nicole   | Kawase Uta           |
| Satou Reika     | Hokaze Chiharu       |
| Takigawa Miu    | Saijou Nagomi        |
| Tachikawa Ayaka | Miyase Reina         |
| Toda Jun        | Umino Ruri           |
| Fujima Sakura   | Sally Amaki          |
| Maruyama Akane  | Shirozawa Kanae      |
| Kamiki Mikami   | Suzuhana Moe         |
| Tojo Yuji       | Takasuji Urara       |
| Hiragi Tsubomi  | Takeda Aina          |

## Phương tiện truyền thông

### Anime
Một Web Anime gồm 8 tập có tên あの日の彼女たち (Những bạn nữ của ngày ấy) đã được đăng tải vào ngày 28 tháng 3 năm 2018. Web Anime được CloverWorks làm hoạt họa và được Wakabayashi Shin đạo diễn.
Một series tv anime đã được công bố vào năm 2017. Series được A-1 Pictures làm hoạt họa và được Abo Takao đạo diễn, cùng với Nagai Chiaki và Miyajima Reiji xử trí 'kết cấu series', và Majiro thiết kế nhân vật. Anime được công chiếu vào ngày 11 tháng 1 năm 2020 trên Tokyo MX, GTV, GYT, BS11, ABC, Metele và CS Nippon. AbemaTV là dịch vụ đầu tiên stream anime này tại Nhật Bản, còn Aniplex of America thì stream nó trên FunimationNow, và đã ra mắt trên Crunchyroll vào ngày 10 tháng 2. Bài hát chủ đề mở đầu là "Muzui" (dịch: Khó), và bài hát chủ đề kết thúc là "Sora no Emerald" (dịch: Lục bảo của Bầu trời), cả hai đều được 22/7 trình diễn. Đã có thông báo rằng series sẽ có 12 tập cộng thêm một "tập extra" thứ 13 có tựa đề "8+3=?", với sự góp mặt của tất cả 11 diễn viên chính. Đã có xác nhận rằng mỗi nhân vật sẽ có bài hát kết thúc độc đáo của chính họ trong anime, bắt đầu với nhân vật Miu trong tập 3 với bài hát One of Them.
| STT | Tên                                                               | Ngày lên sóng gốc   |
| --- | ----------------------------------------------------------------- | ------------------- |
| 1 | "Tạm biệt Thế giới Bé nhỏ của Tôi" "さよなら、私のささやかな世界" | 11 tháng 1 năm 2020 |
| Bỗng một ngày, Takigawa Miu nhận được một lá thư từ đâu đó xưng là GI Project. Lá thư dẫn đưa cô tới sở thú, nơi cô gặp vài thiếu nữ khác cũng nhận được lá thư như thế. Người đại diện cho GI Project – Goda Aoi – báo cho mọi người rằng giờ đây họ đều là thành viên của một nhóm idol và phải chấp hành mệnh lệnh được in ra từ một Bức tường bí ẩn. Lúc ban đầu, Miu từ chối tham gia, nhưng sau khi bị đuổi việc làm thêm, cô quyết định quay trở lại nhằm vì kiếm tiền cho gia đình mình. Liền khi đó, Bức tường cho ra danh hiệu của nhóm: 22/7. |                                                                   |                     |
| 2 | "Ngay trong Cơn choáng váng" "めまいの真ん中"                     | 18 tháng 1 năm 2020 |
| Lúc các thiếu nữ được ra lệnh tham dự một buổi đánh giá, Miu nhận được lời chỉ trích từ thành viên đồng sự Saitou Nicole vì người này cảm thấy cô hành xử không hề nghiêm túc. Kế tiếp buổi đánh giá, Bức tường quyết định rằng Miu sẽ làm center của nhóm, khiến Nicole cáu hơn nữa. Miu lại cố xa lánh mình khỏi nhóm, nhưng rồi cuộc trò chuyện với Fujima Sakura thuyết phục được cô trở lại. Sau đó, mẹ của Miu nhận được một thư mời từ Bức tường. |                                                                   |                     |
| 3 | "Xin chào Thế giới Mới" "こんにちは、新しい世界"                  | 25 tháng 1 năm 2020 |
| Nhóm 22/7 phải có buổi ca hát đầu tiên của mình đằng trước 200 fan. Lúc buổi nhạc đang lưng chừng, khi thấy mẹ mình trong đám thính giả, Miu chợt liền mất hết cả bình tĩnh. Tuy nhiên khi một trang thiết bị gặp trục trặc khiến cho hệ thống stereo dừng hoạt động, Miu quyết định tự mình đảm nhận chơi piano ở hậu trường để buổi nhạc có thể hoàn tất. |                                                                   |                     |
| 4 | "Hoa nở trên lời hứa" "約束に咲く花"                              | 1 tháng 2 năm 2020  |
| Lúc các thiếu nữ hướng đến Nara để làm một buổi nhiếp ảnh, Sakura bị chìm đắm trong suy tư về những ký ức với người bà quá cố của mình, về cái tên của mình được đặt theo tên bà, và về cây hoa anh đào mà hai người từng ghé thăm cùng nhau. Tuy không lâu sau khi họ tới địa điểm đấy thì trời chợt đổ mưa, nhưng Sakura lại thật thán kính trước cảnh trí những cây hoa anh đào lúc đấy đến mức cô quyết định chụp một bức ảnh cùng với mọi người trong cơn mưa, hóa ra lại chính là chủ đề hoàn hảo cho buổi chụp đấy. |                                                                   |                     |
| 5 | "Cứ lật ngược lại là được mà!" "ひっくり返せばええねんで！"       | 8 tháng 2 năm 2020  |
| Nhóm được ra lệnh phải tham dự vào Lễ hội hai ngày Idol Tokyo. Nhận thấy nhóm phải chật vật với việc làm em-xi đằng trước đám đông lớn, Kouno Miyako mở một bữa tiệc okonomiyaki để giúp nhóm gắn kết. Trong khi đang làm tiệc, Miyako hồi tưởng về hoàn cảnh mà cô trở thành một idol nhằm để tìm kiếm cha mình và giúp đỡ mẹ và gia đình mình. Nhờ vào bữa tiệc đấy nên vào ngày kế, nhóm xoay xở ứng xử khá hơn nhiều. |                                                                   |                     |
| 6 | "Giữa Số chẵn và Số lẻ" "偶数と奇数のあいだ"                      | 15 tháng 2 năm 2020 |
| Bức tường phát ra 20 mệnh lệnh cùng một lúc, giao cho từng thiếu nữ cả việc solo lẫn việc nhóm và trong đó cũng chỉ định Sato Reika làm leader luôn. Lúc nhóm bay đến Okinawa cho một buổi chụp ảnh, Reika miễn cưỡng về việc mặc một bộ đồ bơi không được kín đáo, cảm thấy việc đấy làm mất đi sự cao khiết mà cô đã phấn đấu vì nó kể từ khi mẹ mình qua đời từ lúc hạ sinh đến giờ. Sau khi nói chuyện với các thành viên khác, trong đó có Maruyama Akane, về cuối Reika quyết định mặc bộ đồ bơi đấy để làm trọn vai trò leader của mình. Ngay lúc sau sự thành công của buổi chụp đưa danh tiếng của 22/7 lên tầm cao, toàn bộ các thiếu nữ trừ Jun ra đột nhiên ngã gục. |                                                                   |                     |
| 7 | "Happy✰Jet✰Coaster" "ハッピー✰ジェット✰コースター"                | 22 tháng 2 năm 2020 |

### Manga
Một 'manga chuyển thể' có tên 22/7 +α do Miyajima Reiji biên kịch và Sakai Nao minh họa đã bắt đầu phát hành dài kỳ trên trang web Sunday Webry của Shogakukan vào ngày 12 tháng 1 năm 2020, kể một câu chuyện gốc không hề được kể trong anime.